# Clásico All Boys-Nueva Chicago
El clásico All Boys-Nueva Chicago, también llamado Superclásico del Ascenso, es el partido del fútbol argentino que enfrenta a dos clubes del oeste de la ciudad de Buenos Aires, All Boys y Nueva Chicago. Siendo un clásico histórico, el más tradicional y antiguo del ascenso.
All Boys y Nueva Chicago son dos de los clubes más antiguos y laureados del ascenso argentino. Entre ambos clubes reúnen 23 ascensos y 11 títulos oficiales.
Es de destacar que ambas entidades no tuvieron la oportunidad de enfrentarse durante el profesionalismo en Primera División ya que All Boys estuvo en la máxima categoría desde 1972 hasta 1980 y desde 2010 hasta 2014, y Nueva Chicago en 1981 y 1982, desde 2001 hasta 2004, en 2006 y 2007 y en 2015.
El clásico lleva 123 ediciones oficiales desde 1919, cuando se enfrentaron por primera vez en el campeonato de División Intermedia de aquel año.

## Historia

### Inicios
La rivalidad entre los clubes surgió por distintas razones y con el correr de los años se fue asentando como uno de los grandes clásicos del Ascenso (cuenta con 110 ediciones oficiales exclusivamente en categorías de ascenso). Ambos se afiliaron para jugar los torneos oficiales de 1913; All Boys lo hizo en la tercera división de la Federación Argentina de Football y Nueva Chicago en la tercera división de la Asociación Argentina de Football (equivalente a la cuarta división). El primer encuentro se remonta al 15 de junio de 1919, siendo la rivalidad deportiva más antigua del ascenso argentino y una de las más tradicionales de la región metropolitana. En aquel año, los dos equipos peleaban por la punta de la Zona oeste de la División Intermedia, una categoría inferior a la Primera División de Argentina. El duelo concluyó con triunfo del equipo Blanquinegro, que hizo de local en su antiguo estadio.
La distancia entre las dos instituciones siempre fue de aproximadamente siete kilómetros, poniendo en juego el honor barrial en cada cotejo. Sobre esta cuestión geográfica, las avenidas Directorio y Alberdi atraviesan tanto Mataderos como Floresta, con el Parque Avellaneda como división entre los barrios de ambos clubes, que antiguamente solían estar conectados por el tranvía 40 (Nueva Chicago - Rivadavia y Olivera). Las diferencias sociales entre ambos barrios también aportaron al nacimiento de esta rivalidad:

"Los barrios tradicionales de Floresta y Mataderos mantienen desde siempre una eterna rivalidad que dibuja la tenue línea que marca insuperables diferencias dentro de una misma clase social. Floresta, con sus casas quinta de fin de semana, el ferrocarril, los eucaliptos, las fábricas de ladrillos, la poesía, contrasta con Mataderos y los frigoríficos, la matanza de animales, el mercado, el museo criollo, las sociedades mutuales, ciudad oculta, el resero pezuco y el torito. Del fútbol practicado en las escuelas de segunda enseñanza que en su mayoría eran jóvenes de familias inglesas, o criollas que otorgaban valor a esa cultura, nació All Boys. Al difundirse la práctica del fútbol en potreros aledaños al puerto -donde marineros británicos enseñaban el deporte-, los trabajadores de los frigoríficos, obreros en general, empezaron a practicarlo en lo que sería, más tarde, Nueva Chicago". Cuando despliegan sus colores, uno contra otro ya desde el principio, practican en cada confrontación entre All Boys y Nueva Chicago la posible disolución de su contrario especular y próximo.
Fútbol: Cultura y Sociedad. Imágenes y Palabras"

### Partidos destacados

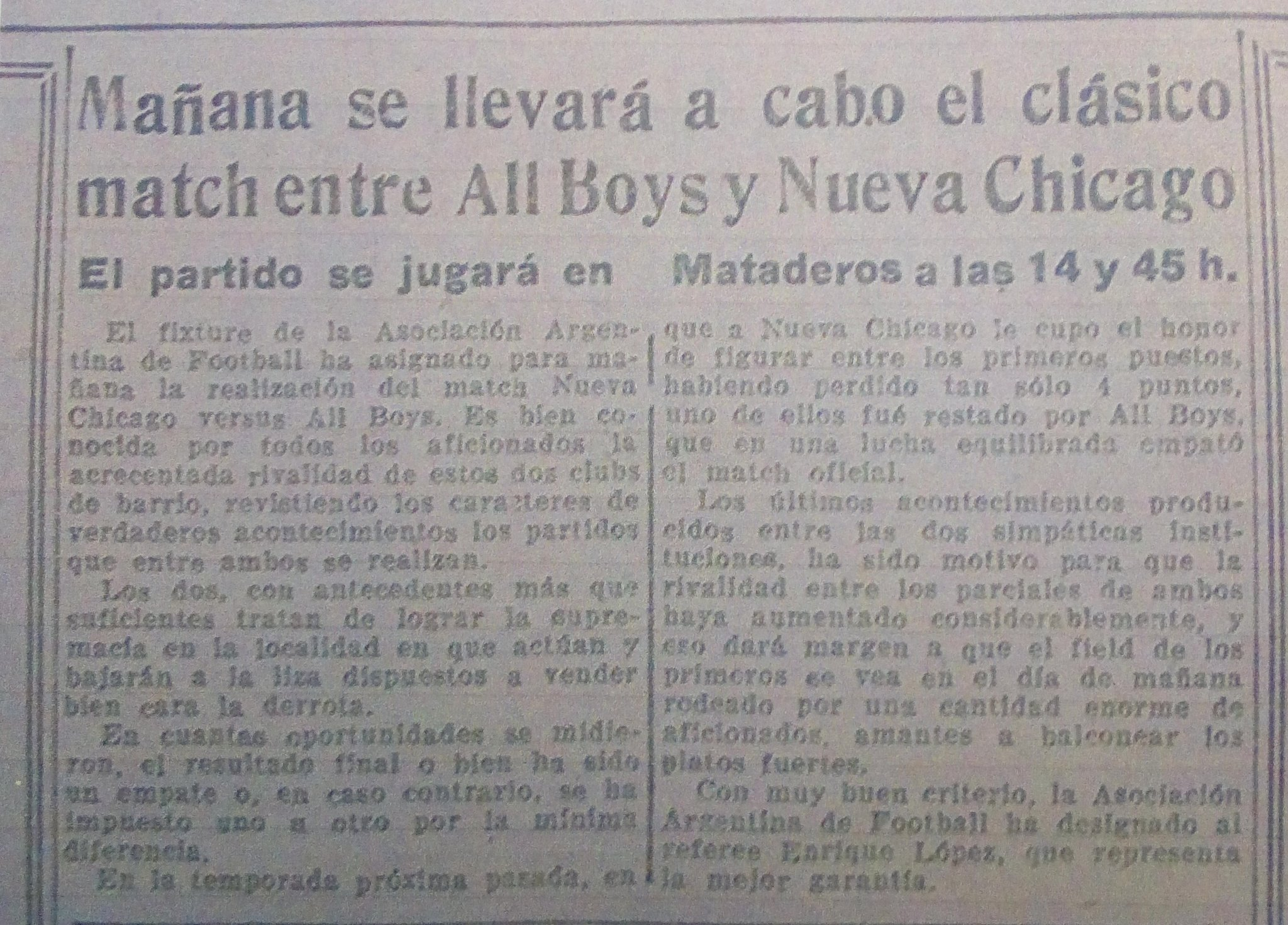
Diario La Argentina de 1926, donde ya utilizaba la palabra clásico para los partidos entre All Boys y Nueva Chicago. El artículo describe antecedentes del derbi.

- Un partido que quedó grabado en la historia fue el clásico de 1930, cuando los dos equipos, junto a Temperley, debieron definir en un triangular el ascenso a la Primera División. En esa oportunidad, el cuadro de Mataderos derrotó a un All Boys que llegaba casi sin chances de ascender, por 3-1 en el viejo estadio de River Plate. De este modo, consiguió arribar a la máxima categoría.
- El 7 de enero de 1933 Nueva Chicago visitó a All Boys, en la última fecha del torneo de Primera División 1932, y lo venció por 3-2. Resultado que necesitaba para evitar el descenso directo.[n 1]

Ya durante la etapa profesional se disputaron más partidos trascendentes, algunos definitorios por un ascenso, otros correspondientes a instancias decisivas dado que los clubes han coincidido en gran parte de esos años en la misma categoría. Las excepciones para que no se disputara el clásico aludieron al descenso o ascenso de uno u otro equipo.
- En 1944 se registró otro hecho relevante en el itinerario del duelo entre los de Floresta y Mataderos. Aprovechando la creciente rivalidad entre los clubes, la AFA decidió realizar una fecha amistosa a beneficio de las víctimas del terremoto que sacudió la provincia de San Juan, en enero de ese año.
 Ese mismo año, All Boys se dio el gusto de derrotar a su principal adversario, por primera vez en Mataderos desde 1919 e interrumpirle una racha de dos años sin derrotas en su estadio, venciéndolo por 5-3.

La década de 1950 fue favorable a Chicago, en Mataderos consiguió seis triunfos y tres empates en los nueve partidos como local.
- En 1964, la jornada inicial del pentagonal se disputó el viernes 11 de diciembre. All Boys derrotó 1-0 a Nueva Chicago, gol convertido por Luis Medina en el estadio de Huracán. El partido no finalizó por incidentes producidos por la parcialidad verdinegra.[7]
- En 1966, en el Torneo Reducido por el segundo ascenso, Nueva Chicago venció por 5-3 en el resultado global, lo que le aseguró la clasificación para la siguiente fase. Este choque fue la primera eliminación directa del historial.
- En 1967, All Boys ganó dos partidos trascendentales correspondientes al Torneo Reclasificación de Primera B 1967. El primero fue por 2-1 y el segundo por 2-0, en las fechas 1 y 10 respectivamente. Nueva Chicago debió haber descendido pero por la imposibilidad de Comunicaciones de ascender a Primera B (segundo detrás de All Boys en este reclasificatorio), el club de Mataderos pudo conservar la categoría.[8]

Esa década fue la mejor época para All Boys, cuando comienza a sacar una ventaja importante en el historial general, entre otras cosas porque se mantuvo sin perder por 12 partidos. También en esos años se inauguró el estadio de Avenida Álvarez Jonte y Mercedes, testigo de un invicto de 32 años ante el clásico rival.

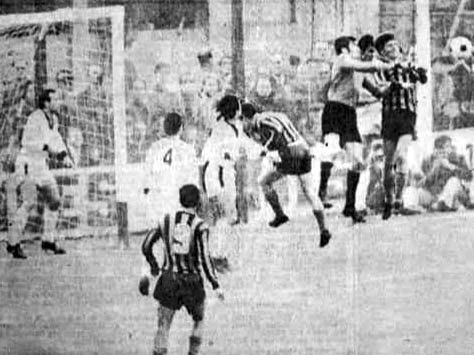
Imagen del clásico All Boys-Nueva Chicago disputado en Floresta en el campeonato de Primera B 1968.

El cuadro de Floresta ascendió a Primera División en 1972, por lo que no hubo enfrentamientos entre ambos clubes durante un tiempo. Luego de 9 años, el clásico se volvió a disputar en 1981, en la segunda categoría del fútbol argentino. En la década de los '80 se registraron otros partidos destacados, algunos por el juego y otros por los disturbios que, lamentablemente, empañaban el clásico y comenzaban a ser habituales en cada partido.
- En 1989 se cruzaron nuevamente por eliminación directa, en este caso por el Torneo Reducido de la B Metropolitana, el vencedor fue Nueva Chicago al golear 4-0 en la semifinal disputada en cancha de Vélez Sarsfield.

Ya en la Primera B Nacional, la categoría instituida por AFA que tuvo como objetivo “federalizar” el fútbol, se registró la menor cantidad de partidos del historial ya que solo se disputaron 16. 
- El encuentro que se jugó el 16 de diciembre de 2000 fue el último antes de un largo paréntesis que mantuvo a los equipos en distintas categorías y se extendió hasta 2016.[9]

La década del 2000 fue un continuado de desencuentros, sin que coincidieran los dos clubes en la misma categoría.
- Luego de 15 años y 3 meses (un lapso que nunca había ocurrido en la historia), los clásicos rivales volvieron a enfrentarse el 26 de marzo de 2016, en el marco del campeonato de Primera B Nacional 2016, en un partido que se jugó en el estadio Islas Malvinas y terminó con la victoria del local por 5-2.[9][10]

### El Superclásico del Ascenso
Destacando la importancia de este enfrentamiento, los departamentos de marketing de ambos equipos decidieron estampar la leyenda "El Superclásico del Ascenso" en las camisetas que se utilizaron en la ocasión.
Tiempo después, el término Superclásico del Ascenso fue tomado por parte de los medios de comunicación del país para referirse únicamente a esta rivalidad deportiva.
Canales de televisión
- Telefe[13]

- Todo Noticias[4][14]

- TyC Sports[15]

Periódicos
- Clarín (Buenos Aires)[16]

- La Nación (Buenos Aires)[17]

- Crónica (Buenos Aires)[18]

- Página/12[19]

- Olé[1]

- La Voz del Interior (Córdoba)[20]

- La Gaceta (Tucumán)[21]

- El Liberal (Santiago del Estero)[22]

Recientemente, el diario El Deportivo de Chile ubicó al Superclásico del Ascenso dentro de los mejores 30 clásicos de toda América.

#### Cantidad de partidos jugados en el Ascenso
| Competencia de Ascenso  | PJ                    | Debut                 | Última vez            |
| ----------------------- | --------------------- | --------------------- | --------------------- |
| División Intermedia     | 2                     | 1919                  | 1919                  |
| Sección B               | 8                     | 1927                  | 1930                  |
| Primera B               | 67                    | 1935                  | 1986                  |
| Primera B Metropolitana | 13                    | 1986                  | 1991                  |
| Primera Nacional        | 23                    | 1993                  | 2023                  |
| TOTAL ASCENSO (AFA)     | 113 partidos (récord) | 113 partidos (récord) | 113 partidos (récord) |

### Concordancias
Además de la concordancia en el origen del nombre oficial del clásico, ambas instituciones cuentan con clubes homónimos y filiales en distintas partes del país, como por ejemplo el Club Atlético All Boys (Córdoba) y el  Club Atlético Chicago (Bariloche).
- Presione aquí para ver los clubes homónimos y filiales de All Boys.
- Presione aquí para ver los clubes homónimos y filiales de Nueva Chicago.

## Origen del clásico

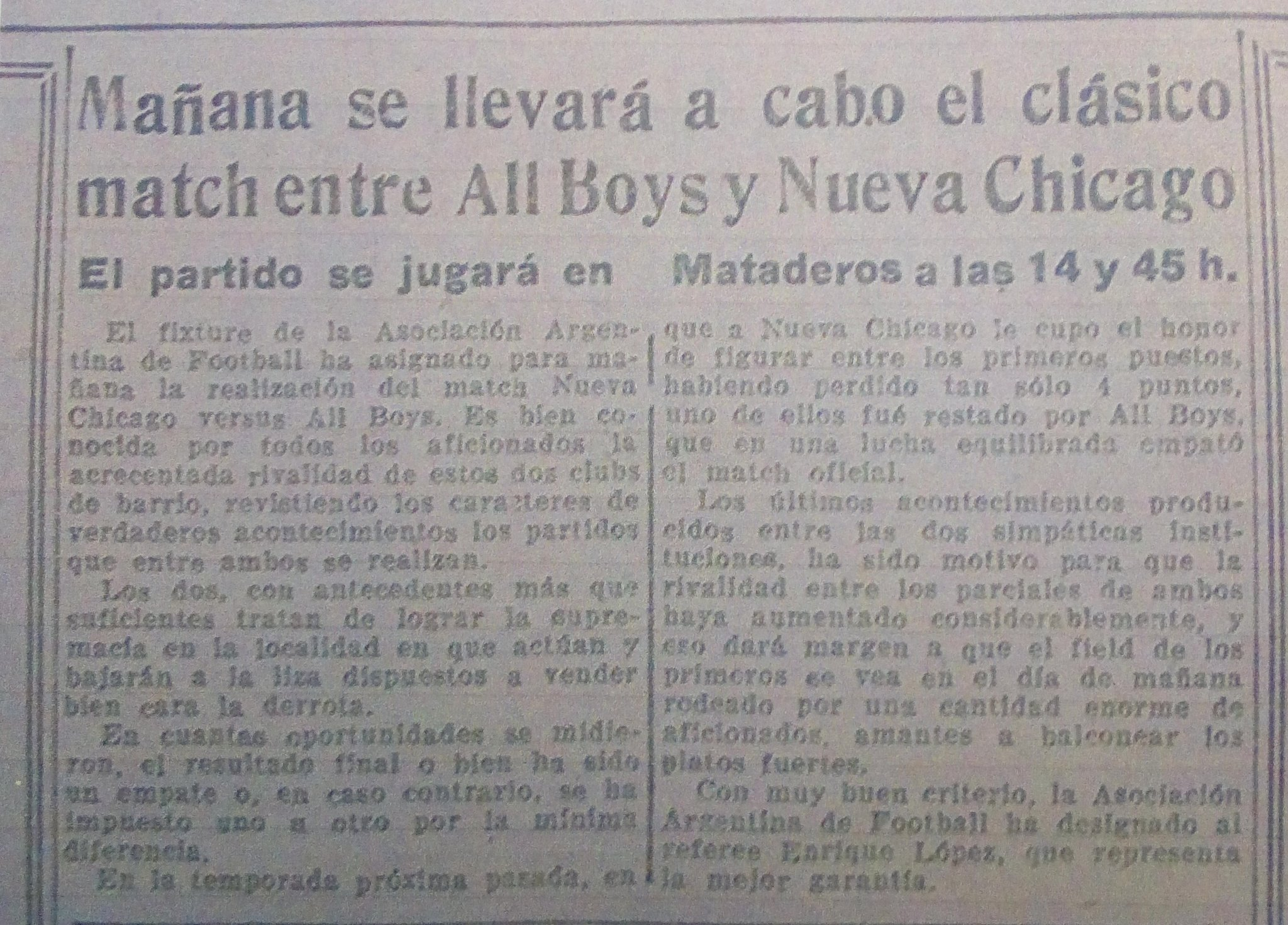
"Es bien conocida por todos los aficionados la acrecentada rivalidad de estos dos clubs de barrio, revistiendo los caracteres de verdaderos acontecimientos los partidos que entre ambos se realizan", describe un diario de 1926.

El origen de la rivalidad no radica en un solo eje histórico, ya que el fútbol argentino en sus inicios estaba influenciado por los movimientos y costumbres barriales. All Boys y Nueva Chicago no fueron la excepción y prácticamente desde el comienzo surgieron como rivales que con el tiempo forjaron un clásico tradicional.
Los barrios tradicionales de Floresta y Mataderos mantienen desde siempre una eterna rivalidad que dibuja la tenue línea que marca insuperables diferencias dentro de una misma clase social".Fútbol: Cultura y Sociedad. Imágenes y Palabras.
En lo estrictamente deportivo, si bien hubo hechos poco fortuitos en 1923, el pico máximo de la rivalidad surgió hace 99 años. En la previa del encuentro de Primera División 1926, la AFA intentando prevenir lo que finalmente sucedió, designó al mejor árbitro de la asociación como responsable del clásico, el señor Enrique López, porque consideraba importante a este encuentro para el desarrollo del torneo: "Con muy buen criterio, la Asociación Argentina de Football ha designado al refeeree Enrique López que representa la mejor garantía".
El partido se disputó en la vieja cancha de Nueva Chicago con un gran marco de público y con varios intervalos producto de la intensidad aplicada por ambos equipos. Chicago abrió el marcador por medio de Juan Villagra en posición dudosa que generó la protesta de los jugadores de All Boys, dos de ellos, Iribarne y Capurro agrediendo al juez que tomó la decisión de expulsarlos. Los incidentes fueron aplacados por la policía, los futbolistas de All Boys se retiraron del campo y el partido fue suspendido. Meses más tarde este encuentro se anuló para la tabla de posiciones por la desafiliación de ambas instituciones.
- A continuación, la crónica del Diario La Argentina de aquel partido de 1926:

Por un incidente se suspendió el match Nueva Chicago y All Boys
La vieja rivalidad que separa a estas dos instituciones sirvió para que un público numeroso se trasladara al field del Club Nueva Chicago, dispuesto a presenciar un encuentro reñido, al que dieron lugar ambos bandos por el gran entusiasmo con que se desempeñaron sus jugadores.
A las órdenes del referee Enrique López, se alistaron los cuadros que estaban constituidos por los siguientes jugadores.

Nueva Chicago: García; Locatti y Voltura; Garutti, Capano y Bonelli; Villagra, Galeano, Varela, Galeano y Lorenzo.

All Boys: Iribarne; Castro y Pérez; Achar, Ravagnani y Valentoni; Martínez, Capurro, Ferrari, Agrelo y García.
El encuentro desde sus primeros minutos fué muy movido, sucediéndose los avances tanto de una parte como de otra, logrando empero los locales obtener por momentos cierto dominio.
A los 25 minutos del primer período, Agrelo, ante un centro de García consigue anotar un tanto con un golpe de cabeza, que es anulado por el referee, dado que se encontraba en posición off-side. Cuando faltaban cinco minutos para terminar el primer periodo se origina un breve incidente entre los jugadores Ravagnani y Galeano, debido a que el primero de los nombrados al querer rechazar un centro de Villagra, falló en su intento, pegándole un puntapié a Galeano, quien contesta con un golpe de puño, sin llegar a tocarlo. Previa la intervención de los miembros de la C. D. del club local, quienes separaron a los agresores, continuó el juego, finalizando poco después el primer período sin que el score fuera abierto.
Cuando se llevaban jugados 20 minutos del segundo período, Villagra, en posición algo dudosa, logra anotar un goal, el que es sancionado por el referee, lo cual origina una seria protesta por parte de los jugadores visitantes, llegando Iribarne y Capurro a agredir a aquel, por cuya causa se origina un gran incidente que pudo ser calmado minutos después gracias a la intervención de la C. D. local y los agentes de policía que se encontraban en el field; despejando este, los jugadores visitantes hacen abandono de la cancha, siendo el encuentro suspendido, marcando el score un tanto a favor de Nueva Chicago contra 0.

La actuación del referee López fue correcta.
Diario La Argentina
                   Lunes 14 de junio de 1926

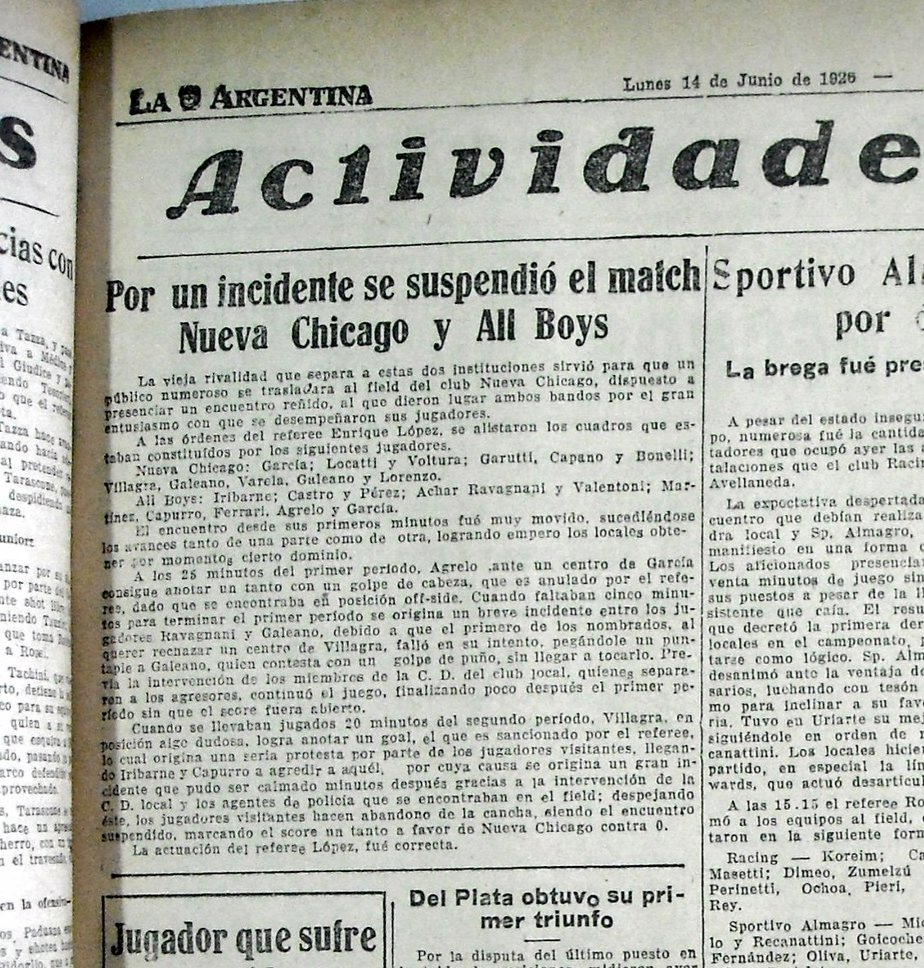
La cobertura del clásico de 1926 realizada por el diario La Argentina.

Alejandro Fabbri en su libro "Clásicos" también aportó datos sobre el desenlace del partido de 1926 que le dio el bautismo de clásico al enfrentamiento:

"El incipiente clásico tuvo su bautismo duro el 13 de junio de 1926, en Mataderos. Con el partido empatado sin goles, unos rebotes en el área visitante fueron terminados por Juan Villagra, que derrotó al arquero albo Carlos Iribarne, según parece con un remate bajo pero que previamente había bajado con la mano. La protesta no se hizo esperar y el juez Enrique López no las escuchó. Los insultos llegaron y el árbitro decidió expulsar a tres hombres de All Boys: el propio arquero Iribarne, que se fue enojadísimo, y sus compañeros Ismael Capurro y Julio Castro. Al quedar con ocho, el resto de sus compañeros se retiraron del campo".
Clásicos, Alejandro Fabbri (2019)

La fuerte rivalidad se consolidó en 1928 con la curiosidad de que se produjo por la realización de un partido “amistoso” en el estadio de Estudiantil Porteño, que finalizó con un triunfo de All Boys por 3-2. Y allí la nota destacada fue que en cada gol los espectadores de uno y otro equipo se trenzaban no solo a golpes de puño, sino también se arrojaban botellas, piedras y todo objeto contundente que esté al alcance. La tarde, previsiblemente, culminó con una batalla campal entre hinchas de ambas entidades.

## Festejos y hechos de violencia
"Sin embargo, el clásico seguía más vivo que nunca porque varios roces en los partidos y las ganas de pelea de muchos hinchas de los dos equipos lo alimentaban. El bochornoso espectáculo de gente grande tomándose a las trompadas en un amistoso que jugaron All Boys y los verdinegros en la cancha de Estudiantil Porteño, en 1928, seguía siendo el recuerdo más feo que tenían".Clásicos, de Alejandro Fabbri.

### Festejos
En 1930, a pesar de la rivalidad latente, no hubo incidentes en el partido desempate que determinó el ascenso de Nueva Chicago ante All Boys en el anterior estadio de River Plate. En parte se debe a que recientemente había fallecido Emilio Solari y los colegas del club de Floresta respetaron el duelo de sus adversarios.
En 1930, Chicago ganó el torneo de ascenso luego de superar en la final a su rival histórico, All Boys, en la vieja cancha que River tenía en Avenida Alvear y Tagle, ante casi veinte mil personas. Los de Mataderos ganaron por 3-1 y al término del partido, como dice la crónica de la época: "Los muchachos de esta categoría 'B' volvieron a dar otro ejemplo de la camaradería existente entre ellos a pesar de la rivalidad que los separaba, y que dejaban el resto para salir triunfadores; vencidos y vencedores, unidos, dieron la vuelta olímpica saludando al numeroso público presente".El Nacimiento de una Pasión, de Alejandro Fabbri.
Una de las primeras bromas con ingenio por parte de los hinchas ocurrió en 1972. Durante los festejos de All Boys por la obtención del campeonato de Primera B, un reconocido hincha de la parcialidad del Albo apodado "Lamparita" se metió dentro de una réplica de féretro con una camiseta de Nueva Chicago mientras era paseado por otros hinchas vestidos de sacerdotes y monaguillos.

En 2018, All Boys y Nueva Chicago pelearon por no descender a Primera B Metropolitana. En la última jornada, un integrante de un medio partidario de All Boys que ejercía estudios centrales alzó la voz para informar que Chicago había conseguido abrir el marcador en su partido, causando la indignación de sus colegas sacando a su compañero del aire. Esto fue replicado y viralizado en las redes sociales por parte de los hinchas.

### Hechos de violencia

#### 30 de marzo de 1985

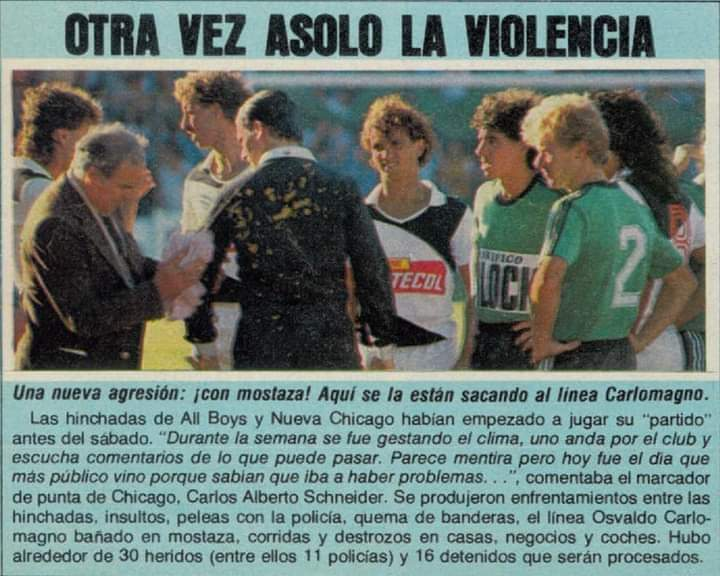
Imagen del juez de línea manchado con aderezos por los hinchas. Hecho que dio inicio a los graves incidentes en un clásico de 1985.

En el encuentro correspondiente al torneo de Primera B 1985 disputado en Floresta sucedieron hechos violentos de magnitud, curiosamente tras un pintoresco accionar de la parcialidad de Nueva Chicago contra el juez de línea, al cual le arrojaron aderezos desde el alambrado. Cuando el partido se interrumpió se desataron incidentes que se extendieron a la finalización del encuentro. Hubo enfrentamientos entre las hinchas y también con la policía, quema de banderas y destrozos en las adyacencias del estadio Islas Malvinas. A continuación un extracto de la cobertura del clásico publicada por el diario Crónica.

"En cancha de All Boys los aprestos bélicos comenzaron 10 minutos antes de las 16, simultáneamente con la entrada de un grupo numeroso de hinchas de Chicago. En la unión de las tribunas (puerta y cordón policial de por medio) los simpatizantes locales y los del conjunto de Mataderos, se insultaron y arrojaron proyectiles, a la vez que quemaban banderas de uno y otro equipo. El ambiente caldeado, con algunos espectadores que pretendían ingresar al campo saltando el alambrado, hizo que Sinnot decidiera esperar para comenzar el partido.
 En el primer tiempo no hubo incidentes, pero antes de comenzar el segundo desde la tribuna de Chicago un hombre le llenó de mostaza la espalda al banderín Solferino. Este le avisó al árbitro, lo que exasperó a los seguidores del conjunto de Mataderos. Rápidamente la policía tomó ubicación junto al alambrado, recibiendo como respuesta la agresión de los ocupantes del sector. En principio los uniformados se replegaron, pero luego obligaron al desalojo de la tribuna.
 Los incidentes mayores se produjeron fuera del estadio. La policía intentó detener a hinchas de Chicago pero recibió como respuesta golpes y piedrazos de éstos, generándose una lucha de graves contornos, en el que los "pacíficos" quedaron atrapados irremediablemente.
 Fueron minutos terribles. A los palazos y culatazos policiales, los hinchas respondieron con piedras y otros elementos convertidos en proyectiles. Los consiguieron abundantemente en el baldío ubicado entre las calles Miranda y Chivilcoy en cuyas cercanías se produjeron los mayores encontronazos.
 Se vio a hinchas correr con la cabeza o la nariz sangrando. Se vio a caballos sin su correspondiente jinete policial (que estaba tirado en el suelo), se vio a "hinchas" atacar salvajemente domicilios particulares y automóviles (por lo menos una decena fueron prácticamente destruidos a palazos) y a policías cargar contra personas que en algunos casos estaban con chicos y solo buscaban escapar del horror".
Diario Crónica, domingo 31 de marzo de 1985."

#### 16 de noviembre de 1996
Fue una tarde de agresiones, detenidos, palazos y gas lacrimógeno. A los 5 minutos del comienzo, cuando llegaron los espectadores de All Boys y se ubicaron en su sector, el cordón policial que contenía a los espectadores locales cedió y así comenzó el primer enfrentamiento. Piedras y ladrillos volaron por el aire durante unos diez minutos.
La policía montada trató de controlar a la gente de Nueva Chicago, pero fue más lo que recibió que lo que aplacó. La infantería hizo lo propio con similares consecuencias en el sector de All Boys.
El informe oficial indica que hubo ocho heridos, de los cuales dos eran policías y hubo más de veinte detenidos.

#### 21 de octubre de 1997
Este hecho sucedió en la primera victoria de Nueva Chicago ante All Boys en el Estadio Islas Malvinas.
Antes del encuentro las hinchadas se enfrentaron a unas 15 cuadras del estadio, en Mariano Acosta y Avenida Directorio. Al finalizar el encuentro los jugadores de Nueva Chicago fueron a tirar sus camisetas a la tribuna, y varios espectadores entraron al campo de juego. Los espectadores de All Boys, que debieron esperar 15 minutos para salir del estadio, saltaron el alambrado e ingresaron al campo de juego, pero la Policía los obligó a volver. Los espectadores de Nueva Chicago pudieron irse y entonces los locales, enfurecidos, derribaron la puerta que da al campo, entraron y enfrentaron a la Policía. Mientras, otros forzaron la puerta que conduce a la platea, rompieron varias sillas y arrojaron las maderas contra los policías, de los cuales algunos sufrieron heridas leves, hasta que pudieron salir del estadio.
Por estos incidentes fueron detenidos 24 espectadores de All Boys en la comisaría 43 y en la comisaría 40 arrestaron a 36 espectadores de Nueva Chicago que, según el Subcomisario, estaban haciendo desmanes en la vía pública camino a Mataderos.

## Historial
| All Boys           | 41  |
| Empates            | 41  |
| Nueva Chicago      | 41  |
| Partidos oficiales | 123 |

Para confeccionar la siguiente tabla ampliada y detallada, según sus categorías y sus respectivas competencias, se toman en cuenta todos los partidos oficiales reconocidos por AFA.
- Primer partido: 15 de junio de 1919.

- Último encuentro: 9 de junio de 2023.

| Competencia                 | PJ  |    |    | E  | Gol | Gol |
| --------------------------- | --- | -- | -- | -- | --- | --- |
| Primera División            | 8   | 1  | 5  | 2  | 11  | 21  |
| Intermedia                  | 2   | 1  | 1  | 0  | 2   | 6   |
| Sección B                   | 8   | 2  | 2  | 4  | 7   | 8   |
| Copas nacionales            | 2   | 1  | 0  | 1  | 2   | 0   |
| Total amateurismo           | 20  | 5  | 8  | 7  | 22  | 35  |
| Primera B                   | 65  | 23 | 19 | 23 | 111 | 107 |
| Torneo Preparación (2a.)    | 2   | 1  | 1  | 0  | 4   | 4   |
| Primera Nacional            | 23  | 7  | 9  | 7  | 30  | 32  |
| Primera B Metropolitana     | 13  | 5  | 4  | 4  | 9   | 15  |
| Total profesionalismo       | 103 | 36 | 33 | 34 | 154 | 158 |
| HISTORIAL GENERAL (oficial) | 123 | 41 | 41 | 41 | 176 | 193 |
| Anulados                    | 1   | 0  | 1  | 0  | 0   | 1   |
| Amistosos                   | 4   | 3  | 1  | 0  | 14  | 12  |
| TOTAL (no oficial)          | 128 | 44 | 43 | 41 | 190 | 206 |

### Localías
- Local All Boys:

| Local All Boys   | PJ |    |    | E  | Gol | Gol |
| ---------------- | -- | -- | -- | -- | --- | --- |
| en su cancha     | 47 | 26 | 5  | 16 | 88  | 49  |
| en otras canchas | 11 | 3  | 5  | 3  | 11  | 17  |
| Total            | 58 | 29 | 10 | 19 | 99  | 66  |

- Local Chicago:

| Local Chicago    | PJ |    |    | E  | Gol | Gol |
| ---------------- | -- | -- | -- | -- | --- | --- |
| en su cancha     | 52 | 27 | 7  | 18 | 107 | 60  |
| en otras canchas | 5  | 1  | 3  | 1  | 7   | 9   |
| Total            | 57 | 28 | 10 | 19 | 114 | 69  |

- Condición neutral:

| Neutral        | PJ |   |   | E | Gol | Gol |
| -------------- | -- | - | - | - | --- | --- |
| cancha neutral | 8  | 2 | 3 | 3 | 8   | 13  |
| Total          | 8  | 2 | 3 | 3 | 8   | 13  |

## Estadísticas generales

### Estadios utilizados

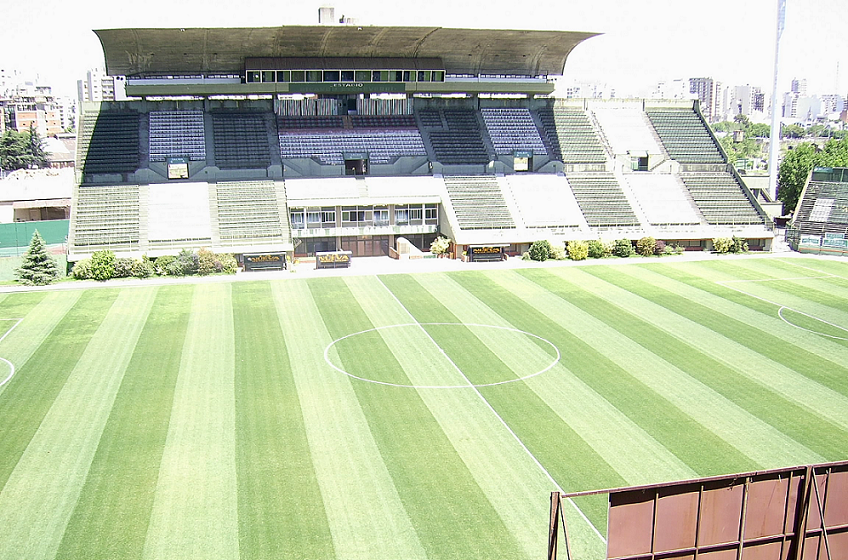
El estadio Arquitecto Ricardo Etcheverri es el escenario "neutral" en donde más veces (6) se jugó el clásico.

El "Superclásico del Ascenso" se disputó en 16 estadios diferentes, entre los antiguos recintos deportivos de ambos clubes y en escenarios de otras instituciones. A continuación, el detalle en cada uno de ellos:

#### En All Boys
| Estadio                | PJ |    |   | E  | Gol | Gol |
| ---------------------- | -- | -- | - | -- | --- | --- |
| Segurola 700           | 1  | 1  | 0 | 0  | 2   | 0   |
| Segurola 1351          | 7  | 3  | 1 | 3  | 11  | 8   |
| Segurola 1785          | 16 | 9  | 3 | 4  | 40  | 26  |
| Estadio Islas Malvinas | 23 | 13 | 1 | 9  | 35  | 15  |
| Total                  | 47 | 26 | 5 | 16 | 88  | 49  |

#### En Nueva Chicago
| Estadio               | PJ |    |   | E  | Gol | Gol |
| --------------------- | -- | -- | - | -- | --- | --- |
| Piedrabuena y Campana | 11 | 8  | 0 | 3  | 28  | 7   |
| Estadio Nueva Chicago | 42 | 20 | 7 | 15 | 81  | 53  |
| Total                 | 53 | 28 | 7 | 18 | 109 | 60  |

1. ↑  Aclaración 1: El 23 de septiembre de 1923 All Boys fue local en este campo de juego contra Nueva Chicago.
 Aclaración 2: No está incluido el encuentro de 1926.

#### Otros
| Estadio                       | PJ |   |   | E | Gol | Gol |
| ----------------------------- | -- | - | - | - | --- | --- |
| Arquitecto Ricardo Etcheverri | 6  | 2 | 3 | 1 | 7   | 10  |
| José Amalfitani               | 5  | 1 | 3 | 1 | 3   | 11  |
| Tomás Adolfo Ducó             | 3  | 1 | 0 | 2 | 2   | 1   |
| Diego Armando Maradona        | 2  | 1 | 0 | 1 | 4   | 2   |
| Don León Kolbowsky            | 2  | 1 | 0 | 1 | 3   | 2   |
| Ant. Sp. Barracas             | 1  | 0 | 0 | 1 | 1   | 1   |
| Ant. Alvear y Tagle           | 1  | 0 | 1 | 0 | 1   | 3   |
| Ant. Estudiantil Porteño      | 1  | 1 | 0 | 0 | 2   | 0   |
| Ant. Colegiales               | 1  | 1 | 0 | 0 | 3   | 1   |
| Presidente Perón              | 1  | 0 | 1 | 0 | 2   | 4   |
| Total                         | 23 | 8 | 8 | 7 | 28  | 35  |

### Récords
- El período más largo de clásicos ininterrumpidos es de 14 años, entre 1923 y 1937. Fueron 22 partidos (23 con el de 1926).
- El período más largo sin clásicos es de 15 años y 101 días, entre 2001 y 2016. Fueron 15 temporadas consecutivas.
- La máxima cantidad de años invicto es para Nueva Chicago, con 16 años y 162 días, entre 1999 y 2016. Fueron 2 victorias y 2 empates.
- La máxima cantidad de partidos invictos es de All Boys, con 12, entre 1960 y 1966. Fueron 6 victorias y 6 empates.
- La máxima cantidad de triunfos consecutivos le pertenece a All Boys, con 4, entre el Torneo Reducido de 1964 y la primera rueda de 1966, inclusive.
- La mayor cantidad de triunfos consecutivos como local, le pertenece a All Boys, con 5. Fueron entre 1947 y 1952.
- La mayor cantidad de triunfos consecutivos como visitante, es compartido, con 2 triunfos, ambos una sola vez: All Boys en 1967 y 1970; Nueva Chicago en 1999 (en Ferro) y 2000 (en Vélez).
- La mayor cantidad de triunfos en un solo año es compartido, con 2 victorias cada uno, ambos en 6 oportunidades: Nueva Chicago en 1923, 1930, 1933, 1955, 1958 y 1987; All Boys en 1944, 1949, 1962, 1965, 1967 y 1970.
- Nueva Chicago obtuvo dos goleadas consecutivas en un lapso de 108 días, fue en la segunda rueda del Campeonato 1988/89 de Primera B Metropolitana y la semifinal del Torneo Reducido 1989 de Primera B Metropolitana.
- Nueva Chicago nunca perdió en sus 11 partidos ante All Boys en Piedrabuena y Campana, fue durante 17 años y 96 días, entre 1919 y 1936, con 8 triunfos y 3 empates.
- All Boys sostuvo un invicto de 17 partidos en el Estadio Islas Malvinas durante 32 años y 194 días, entre 1965 y 1997, con 9 victorias y 8 empates.
- El máximo goleador del clásico es Norberto Calandria de Nueva Chicago, con 13 anotaciones.
- Pablo De Nicola, de All Boys, es el único arquero en convertir un gol en el clásico. Fue en el 2000 (de tiro penal).
- Christian Gómez anotó cuatro goles, entre el primero y el último con un margen de 21 años y 311 días, entre 1995 y 2017.
- Óscar Meloni es el único jugador del clásico en anotar con ambas camisetas, con All Boys lo hizo en 1944 y con Nueva Chicago en 1945.

### Cronología de categorías
En el gráfico debajo se destacan en rojo los períodos en que ambos clubes compartieron categoría y se enfrentaron (a excepción de los torneos en que los equipos fueron agrupados en zonas diferentes). En negro y verde se muestran las categorías de All Boys y Chicago respectivamente, en aquellos períodos en que disputaron categorías distintas.
- Temporadas: 114 (desde 1913 hasta 2025)
- Compartieron categoría: 72 veces
  - En Primera División: 7 (1923-1926; 1932-1934)
  - En Segunda División: 60 (1919; 1927-1930; 1935-1937; 1941-1945; 1947-1949; 1951-1962; 1964-1972; 1981; 1984-1986; 1993/94-2000/01; 2014; 2016-2017/18; 2019/20-2025)
  - En Tercera División: 5 (1986/87-1990/91)
- All Boys categoría superior: 23 veces
  - una categoría arriba: 17 (1913; 1915; 1917-1918; 1938-1940; 1973-1980; 2008/09-2009/10)
  - dos categorías arriba: 5 (1914; 2010/11-2013/14)
  - Chicago desafiliado: 1 (1916)
- Chicago categoría superior: 20 veces
  - una categoría arriba: 16 (1920-1922; 1931; 1946; 1950; 1963; 1982-1983; 1991/92-1992/93; 2004/05-2005/06; 2007/08; 2015; 2018/19)
  - dos categorías arriba: 4 (2001/02-2003/04; 2006/07)

## Récord de goles

### Goleadores
| Jugador            | Equipo   | Goles |
| ------------------ | -------- | ----- |
| Norberto Calandria | Chicago  | 13    |
| Roberto Amorisa    | All Boys | 7     |
| Jacobo Danón       | All Boys | 7     |
| Luciano Castillo   | Chicago  | 7     |

### Máximas goleadas
| Local                                                  | Resultado | Visitante     | Categoría               | Fecha                    | Estadio                               |
| ------------------------------------------------------ | --------- | ------------- | ----------------------- | ------------------------ | ------------------------------------- |
| Nueva Chicago                                          | 6-0       | All Boys      | División Intermedia     | 31 de agosto de 1919     | Viejo estadio Nueva Chicago           |
| Nueva Chicago                                          | 5-0       | All Boys      | Primera División AFAP   | 7 de mayo de 1933        | Viejo estadio Nueva Chicago           |
| All Boys                                               | 1-4       | Nueva Chicago | Segunda División        | 29 de septiembre de 1945 | Estadio Arquitecto Ricardo Etcheverri |
| Nueva Chicago                                          | 6-1       | All Boys      | Segunda División        | 9 de agosto de 1947(1)   | Estadio Nueva Chicago                 |
| All Boys                                               | 6-2       | Nueva Chicago | Primera B               | 25 de junio de 1949      | Viejo Estadio de All Boys             |
| All Boys                                               | 4-0       | Nueva Chicago | Primera B               | 20 de abril de 1957      | Viejo Estadio de All Boys             |
| All Boys                                               | 4-1       | Nueva Chicago | Primera B               | 25 de julio de 1959      | Viejo Estadio de All Boys             |
| Nueva Chicago                                          | 4-1       | All Boys      | Primera B               | 26 de marzo de 1960      | Estadio José Amalfitani               |
| Nueva Chicago                                          | 4-1       | All Boys      | Primera B               | 5 de febrero de 1984     | Estadio Nueva Chicago                 |
| Nueva Chicago                                          | 4-1       | All Boys      | Primera B Metropolitana | 21 de diciembre de 1988  | Estadio Nueva Chicago                 |
| Nueva Chicago                                          | 4-0       | All Boys      | Primera B Metropolitana | 8 de abril de 1989       | Estadio José Amalfitani               |
| Nueva Chicago                                          | 4-0       | All Boys      | Primera B Nacional      | 16 de noviembre de 1996  | Estadio Nueva Chicago                 |
| All Boys                                               | 0-3       | Nueva Chicago | Primera B Nacional      | 21 de octubre de 1997    | Estadio Islas Malvinas                |
| All Boys                                               | 3-0       | Nueva Chicago | Primera B Nacional      | 20 de marzo de 1999      | Estadio Islas Malvinas                |
| All Boys                                               | 5-2       | Nueva Chicago | Primera B Nacional      | 26 de marzo de 2016      | Estadio Islas Malvinas                |
| All Boys                                               | 3-0       | Nueva Chicago | Primera Nacional        | 18 de junio de 2022      | Estadio Islas Malvinas                |
| (1) Se suspendió a los 45' y continuó el 12 de agosto. |           |               |                         |                          |                                       |

### Partidos con más goles
| Local                                                  | Resultado | Visitante     | Categoría             | Fecha                  | Estadio                     |
| ------------------------------------------------------ | --------- | ------------- | --------------------- | ---------------------- | --------------------------- |
| Nueva Chicago                                          | 5-5       | All Boys      | Segunda División      | 1945                   | Estadio Nueva Chicago       |
| All Boys                                               | 4-4       | Nueva Chicago | Segunda División      | 1937                   | Viejo Estadio de All Boys   |
| Nueva Chicago                                          | 3-5       | All Boys      | Segunda División      | 1944                   | Estadio Nueva Chicago       |
| All Boys                                               | 6-2       | Nueva Chicago | Primera B             | 25 de junio de 1949    | Viejo Estadio de All Boys   |
| Nueva Chicago                                          | 4-3       | All Boys      | Primera División AFAP | 1932                   | Viejo estadio Nueva Chicago |
| Nueva Chicago                                          | 6-1       | All Boys      | Primera B             | 9 de agosto de 1947(1) | Estadio Nueva Chicago       |
| All Boys                                               | 5-2       | Nueva Chicago | Primera B Nacional    | 26 de marzo de 2016    | Estadio Islas Malvinas      |
| (1) Se suspendió a los 45' y continuó el 12 de agosto. |           |               |                       |                        |                             |

## En ambos clubes

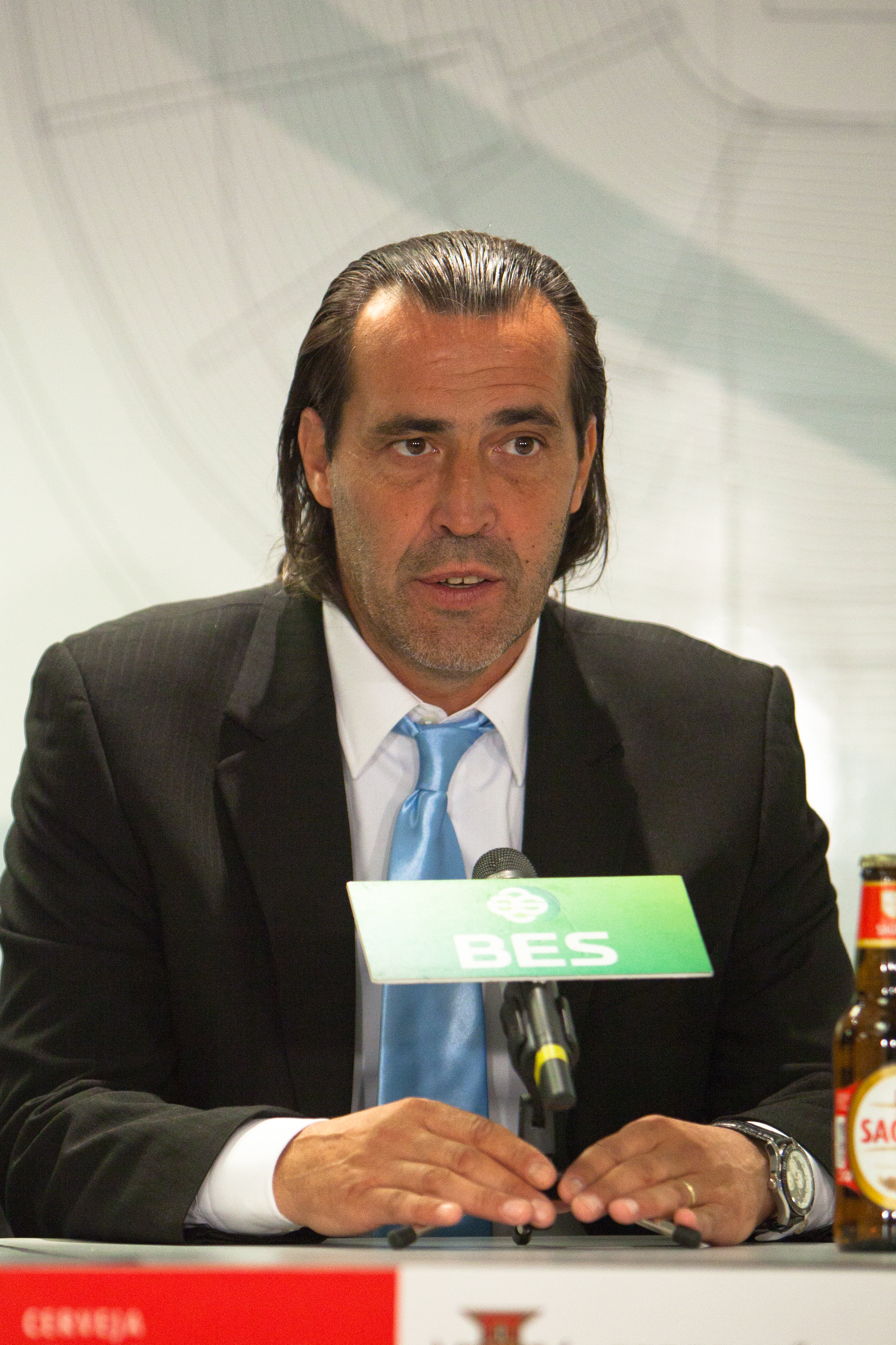
Sergio Batista es el único deportista en la historia del clásico en jugar y dirigir en All Boys y en Nueva Chicago.

- All Boys: Su vestimenta histórica se compone de una camiseta blanca con detalles negros; pantalón y medias blancas.
- Chicago: Su vestimenta tradicional se compone de una camiseta con franjas verdes y negras verticales; pantalón y medias negras.

| All Boys | Chicago |  |

### Futbolistas que jugaron en ambas instituciones
Listado de jugadores que han defendido las camisetas de All Boys y de Nueva Chicago.
Nota: en negrita jugadores que actualmente visten alguna de las dos camisetas.
| - Héctor Abritta - Luis Ansaldo - Carlos Arnone - Rafael Barrios - Sergio Batista - Eduardo Befumo - Luis Belvedere - Exequiel Benavídez - Héctor Bentrón - Tomás Berlanga - José Bolaña - Carmelo Borzi - Jorge Caballero - Mariano Campodónico - Casimiro Casado - Facundo Castro - Ángel Cuenca - Carlos De Luca - Agustín Durán - Gonzalo García |  | - Alejandro Gagliardi - Sebastián Grazzini - Brian Guerra - Carlos Iribarne - Gabriel Kinjo - Ramiro Leone - Hernán Manrique - Fernando Marchesi - Adrián Martínez - Néstor Martínez - Oscar Meloni - Ricardo Miraval - Jorge Mora - Saúl Nelle - Luciano Nequecaur - Marcelo Paganetti - Rubén Paira - Rubén Palavecino |  | - Gustavo Paruolo - Salvador Pasini - Pastor Pérez - Miguel Priomalli - Nelson Pumpido - Matías Saad - Raúl Sánchez - Héctor Scotta - Eduardo Sequeira - Carlos Soto - Juan Stefanoni - Miguel Stella - Damián Timpani - Rubén Urquiza - Nicolás Vivas - Roberto Zywica |  |

#### All Boys, luego Chicago
| Nombre              | Pos     | All Boys   | All Boys | All Boys | Chicago    | Chicago  | Chicago |
| Nombre              | Pos     | Temporadas | Partidos | Goles    | Temporadas | Partidos | Goles   |
| ------------------- | ------- | ---------- | -------- | -------- | ---------- | -------- | ------- |
| Rafael Barrios      | DEF     | -          | -        | -        | 2020-21    | 17       | 0       |
| Carlos Soto         | DEF     | -          | -        | -        | 2006-07    | 25       | 0       |
| Damián Timpani      | DEF     | -          | -        | -        | 1995-96    | 13       | 0       |
| Exequiel Benavídez  | MED     | -          | -        | -        | 2015       | 7        | 0       |
| Jorge Caballero     | MED     | -          | -        | -        | 1998-99    | 31       | 3       |
| Sebastián Grazzini  | MED     | -          | -        | -        | 2015       | 11       | 0       |
| Brian Guerra        | MED     | -          | -        | -        | 2021-22    | 45       | 6       |
| Hernán Manrique     | MED     | -          | -        | -        | 2000-02    | 39       | 3       |
| Rubén Palavecino    | MED     | -          | -        | -        | 1998-99    | 42       | 6       |
| Gustavo Paruolo     | MED     | -          | -        | -        | 2005       | 6        | 0       |
| Alejandro Gagliardi | MED/DEL | -          | -        | -        | 2014-15    | 43       | 15      |
| Gabriel Kinjo       | DEL     | -          | -        | -        | 1999-00    | 11       | 1       |
| Luciano Nequecaur   | DEL     | -          | -        | -        | 2016-17    | 24       | 6       |

Se destacan Hernán Manrique y Alejandro Gagliardi, quienes lograron ascender a Primera División.

#### Chicago, luego All Boys
| Nombre              | Pos | Chicago    | Chicago  | Chicago | All Boys   | All Boys | All Boys |
| Nombre              | Pos | Temporadas | Partidos | Goles   | Temporadas | Partidos | Goles    |
| ------------------- | --- | ---------- | -------- | ------- | ---------- | -------- | -------- |
| Carlos Iribarne     | ARQ | 1923       | ?        | 0       | -          | -        | -        |
| Gonzalo García      | DEF | 2016       | 11       | 0       | -          | -        | -        |
| Carlos Soto         | DEF | 2006-07    | 25       | 0       | -          | -        | -        |
| Ramiro Leone        | MED | 2004-05    | 37       | 3       | -          | -        | -        |
| Saúl Nelle          | MED | 2019       | 17       | 0       | -          | -        | -        |
| Mariano Campodónico | DEL | 2006-07    | 12       | 0       | -          | -        | -        |
| Matías Saad         | DEL | 2003-04    | 18       | 1       | -          | -        | -        |

     Actualmente en el club.
Se destacan Carlos Soto y Mariano Campodónico, quienes lograron ascender con All Boys a Primera División en 2010.

### Entrenadores que dirigieron en ambas instituciones
Listado de entrenadores que han sido los directores técnicos de All Boys y de Nueva Chicago.
- Elmer Banki
- Sergio Batista
- Ángel Bernuncio
- Mario Boyé
- Héctor Colucci
- Carmelo Faraone
- Roberto Iturrieta
- Alberto Pascutti

## Partidos oficiales

### Partidos disputados en el Amateurismo
Resultados registrados en todos los torneos regulares de la era amateur.
| #  | Torneo                   | Ronda | Estadio           | Local    | Resultado     | Visitante | Goles (L)                                    | Goles (V)                    |
| -- | ------------------------ | ----- | ----------------- | -------- | ------------- | --------- | -------------------------------------------- | ---------------------------- |
| 1  | División Intermedia 1919 | ?     | Ant. All Boys     | All Boys | 2-0           | Chicago   | ?                                            |                              |
| 2  | División Intermedia 1919 | ?     | Ant. Chicago      | Chicago  | 6-0           | All Boys  | ?                                            |                              |
| 3  | Primera División 1923    | ?     | Ant. Chicago      | All Boys | 0-2           | Chicago   |                                              | L. Galeano, J. Villagra      |
| 4  | Primera División 1923    | ?     | Ant. Chicago      | Chicago  | 2-0           | All Boys  | E. Solari, L. Galeano                        |                              |
| 5  | Primera División 1924    | 12    | Ant. All Boys     | All Boys | 2-1           | Chicago   | E. Ramírez, J. P. Rodríguez                  | J. Locatti (Pen.)            |
| 6  | Primera División 1925    | 9     | Ant. All Boys     | All Boys | 1-1           | Chicago   | ?                                            | L. Acosta                    |
| -  | Primera División 1926    | 8     | Ant. Chicago      | Chicago  | anulado (1-0) | All Boys  | J. Villagra                                  |                              |
| 7  | Primera División B 1927  | 4     | Ant. Chicago      | Chicago  | 0-0           | All Boys  |                                              |                              |
| 8  | Primera División B 1927  | 21    | Ant. All Boys     | All Boys | 2-0           | Chicago   | ?                                            |                              |
| 9  | Primera División B 1928  | 14    | Ant. All Boys     | All Boys | 1-0           | Chicago   | ?                                            |                              |
| 10 | Primera División B 1928  | 33    | Ant. Chicago      | Chicago  | 2-2           | All Boys  | J. Villagra, A. Assisa                       | ?                            |
| 11 | Primera División B 1929  | 9     | Ant. All Boys     | All Boys | 0-0           | Chicago   |                                              |                              |
| 12 | Primera División B 1930  | 12    | Ant. Chicago      | Chicago  | 2-0           | All Boys  | A. Assisa (2)                                |                              |
| 13 | Primera División B 1930  | TR1   | Ant. Sp. Barracas | All Boys | 1-1           | Chicago   | ?                                            | J. Villagra                  |
| 14 | Primera División B 1930  | TR5   | Ant. River        | Chicago  | 3-1           | All Boys  | E. Galeano (2), J. Locatti (Pen.)            | F. Onzari                    |
| 15 | Copa Competencia 1931    | 4     | Ant. Est. Porteño | All Boys | 2-0           | Chicago   | R. Duarte (2)                                |                              |
| 16 | Primera División 1932    | ?     | Ant. Chicago      | Chicago  | 4-3           | All Boys  | A. Pérez (Pen.), P. La Barba, F. Estévez (2) | ?                            |
| 17 | Primera División 1932    | ?     | Ant. All Boys     | All Boys | 2-3           | Chicago   | S. Acri, M. Duarte                           | I. Sanabria (2), L. Castillo |
| 18 | Primera División 1933    | ?     | Ant. Chicago      | Chicago  | 5-0           | All Boys  | F. Vargas (3), J. Noguera (2)                |                              |
| 19 | Copa Competencia 1933    | 4     | Ant. Chicago      | Chicago  | 0-0           | All Boys  |                                              |                              |
| 20 | Primera División 1934    | 21    | Ant. All Boys     | All Boys | 3-3           | Chicago   | D. Peláez, M. Garrido, A. Trujillo           | L. Castillo (2), T. Berlanga |

### Partidos disputados en el Profesionalismo
Resultados registrados en todos los torneos regulares del profesionalismo. Es importante recordar que la AFA declaró profesional a los torneos de la Segunda División recién en 1943.
| #   | Torneo                          | Ronda  | Estadio         | Local    | Resultado | Visitante | Goles (L)                                                            | Goles (V)                                        |
| --- | ------------------------------- | ------ | --------------- | -------- | --------- | --------- | -------------------------------------------------------------------- | ------------------------------------------------ |
| 21  | Segunda División 1935           | 32     | Ant. Chicago    | Chicago  | 2-0       | All Boys  | R. López, M. Larrechart                                              |                                                  |
| 22  | Segunda División 1936           | 33     | Ant. Chicago    | Chicago  | 3-2       | All Boys  | L. Castillo (2), E. Del Río                                          | ?                                                |
| 23  | Torneo Preparación 1937         | GA 9   | Ant. Colegiales | Chicago  | 1-3       | All Boys  | I. Sanabria                                                          | Altamirano (2), Albertino                        |
| 24  | Segunda División 1937           | 11     | Ant. All Boys   | All Boys | 4-4       | Chicago   | E. Gómez (2), A. Etulain, Agnolín                                    | L. Castillo (2), E. Ruffo, I. Sanabria           |
| 25  | Segunda División 1941           | 5      | Ferro           | Chicago  | 1-3       | All Boys  | R. Riccardini                                                        | Espina Sívori, C. Pol                            |
| 26  | Segunda División 1941           | 22     | Ant. All Boys   | All Boys | 1-1       | Chicago   | C. Pol                                                               | E. Bassino                                       |
| 27  | Segunda División 1942           | 6      | Chicago         | Chicago  | 1-1       | All Boys  | S. Ponce                                                             | J. Lalín (Autogol)                               |
| 28  | Segunda División 1942           | 23     | Ant. All Boys   | All Boys | 0-2       | Chicago   |                                                                      | V. Luchetti, E. Bassino                          |
| 29  | Segunda División 1943           | 10     | Ant. All Boys   | All Boys | 2-1       | Chicago   | A. Lucero (2)                                                        | C. Gumilla                                       |
| 30  | Segunda División 1943           | 27     | Chicago         | Chicago  | 3-3       | All Boys  | C. Gumilla, A. Rubinstein, R. Riccardini.                            | Sabio, T. Godoy, Mazola                          |
| 31  | Copa Farrell 1944               | GA 4   | Chicago         | Chicago  | 3-1       | All Boys  | E. Bassino (2), Cocco                                                | Zárate                                           |
| 32  | Segunda División 1944           | 7      | Chicago         | Chicago  | 3-5       | All Boys  | E. Bassino, C. Gumilla, H. Ottino                                    | Meloni (2), R. Campos, L. Pereyra, Aloy Sequeira |
| 33  | Segunda División 1944           | 28     | Ant. All Boys   | All Boys | 3-2       | Chicago   | Gusberti (2), Meloni                                                 | R. Ricciardini, B. Del Campo                     |
| 34  | Segunda División 1945           | 7      | Chicago         | Chicago  | 5-5       | All Boys  | J. Walter, G. Brugalla (2), O. Genín, O. Meloni                      | Amorisa (3), Cupido, C. Pol                      |
| 35  | Segunda División 1945           | 28     | Ferro           | All Boys | 1-4       | Chicago   | Amorisa                                                              | A. De Rossi, O. Genín (2), B. Del Campo          |
| 36  | Segunda División 1947           | 19     | Ant. All Boys   | All Boys | 3-2       | Chicago   | Crotti, Aragüez, E. Rodríguez                                        | M. Fernández, M. Giménez                         |
| 37  | Segunda División 1947           | 38     | Chicago         | Chicago  | 6-1       | All Boys  | M. Fernández, M. Giménez, J. Castagnino (2), F. Condoleo, E. Mesiano | Amorisa                                          |
| 38  | Segunda División 1949           | 11     | Ant. All Boys   | All Boys | 6-2       | Chicago   | J. Rodríguez (2), R. Mangia (2), Amorisa (Pen.), Danón               | H. Mármol, J. Castagnino                         |
| 39  | Segunda División 1949           | 32     | Chicago         | Chicago  | 0-2       | All Boys  |                                                                      | J. Rodríguez, R. Mangia                          |
| 40  | Primera B 1951                  | 11     | Ant. All Boys   | All Boys | 3-1       | Chicago   | Driollet (2), Amorisa                                                | B. Parachú                                       |
| 41  | Primera B 1951                  | 26     | Chicago         | Chicago  | 2-1       | All Boys  | M. Giménez, A. De las Cruces                                         | Danón                                            |
| 42  | Primera B 1952                  | 16     | Chicago         | Chicago  | 2-0       | All Boys  | M. Salina, J. Cuenca                                                 |                                                  |
| 43  | Primera B 1952                  | 33     | Ant. All Boys   | All Boys | 3-2       | Chicago   | E. Alcalde (2), Ojeda                                                | M. Salina, J. Cuenca                             |
| 44  | Primera B 1953                  | 12     | Chicago         | Chicago  | 2-0       | All Boys  | N. Calandria (2)                                                     |                                                  |
| 45  | Primera B 1953                  | 29     | Ant. All Boys   | All Boys | 4-2       | Chicago   | Rógora (2), Danón, Ojeda                                             | A. Sapia, C. Casado                              |
| 46  | Primera B 1954                  | 14     | Chicago         | Chicago  | 1-1       | All Boys  | O. Del Castillo                                                      | C. Casado                                        |
| 47  | Primera B 1954                  | 31     | Ant. All Boys   | All Boys | 0-0       | Chicago   |                                                                      |                                                  |
| 48  | Primera B 1955                  | 3      | Ant. All Boys   | All Boys | 0-2       | Chicago   |                                                                      | N. Calandria (2)                                 |
| 49  | Primera B 1955                  | 20     | Chicago         | Chicago  | 2-0       | All Boys  | N. Calandria (2)                                                     |                                                  |
| 50  | Primera B 1956                  | 13     | Ant. All Boys   | All Boys | 2-2       | Chicago   | Danón (2)                                                            | O. Accatatis, H. Ruggiero                        |
| 51  | Primera B 1956                  | 30     | Chicago         | Chicago  | 2-2       | All Boys  | O. Casanova, H. Cardozo                                              | Gentile (2)                                      |
| 52  | Primera B 1957                  | 3      | Ant. All Boys   | All Boys | 4-0       | Chicago   | Danón (2), R. Pizarro, Scaini                                        |                                                  |
| 53  | Primera B 1957                  | 20     | Chicago         | Chicago  | 1-1       | All Boys  | N. Calandria                                                         | J. Delgado                                       |
| 54  | Primera B 1958                  | 8      | Ant. All Boys   | All Boys | 1-2       | Chicago   | R. Sánchez                                                           | N. Calandria, E. D'Ascenzo                       |
| 55  | Primera B 1958                  | 25     | Chicago         | Chicago  | 2-1       | All Boys  | H. Cambón, N. Calandria                                              | N. Martínez                                      |
| 56  | Primera B 1959                  | 14     | Ant. All Boys   | All Boys | 4-1       | Chicago   | N. Martínez (3), H. Torello                                          | E. D'Ascenzo                                     |
| 57  | Primera B 1959                  | 31     | Chicago         | Chicago  | 3-2       | All Boys  | N. Calandria, E. D'Ascenzo, J. San Lorenzo                           | H. Torello, Cortón                               |
| 58  | Primera B 1960                  | 2      | Vélez           | Chicago  | 4-1       | All Boys  | N. Calandria (2), E. D'Ascenzo, J. San Lorenzo                       | F. Bracamonte                                    |
| 59  | Primera B 1960                  | 19     | Argentinos      | All Boys | 1-1       | Chicago   | J. Bolaña                                                            | H. Cambón                                        |
| 60  | Primera B 1961                  | 11     | Ferro           | All Boys | 0-0       | Chicago   |                                                                      |                                                  |
| 61  | Primera B 1961                  | 28     | Chicago         | Chicago  | 2-2       | All Boys  | B. Bolaños, J. San Lorenzo                                           | R. Orrego, Avio                                  |
| 62  | Primera B 1962                  | 6      | Chicago         | Chicago  | 1-2       | All Boys  | J. Salomón                                                           | L. Garma (2)                                     |
| 63  | Primera B 1962                  | 23     | Argentinos      | All Boys | 3-1       | Chicago   | C. Santana, O. Carceo, O. López                                      | N. Calandria                                     |
| 64  | Primera B 1964                  | 9      | Chicago         | Chicago  | 1-1       | All Boys  | R. Koroch                                                            | J. Paladino                                      |
| 65  | Primera B 1964                  | 20     | Ant. All Boys   | All Boys | 2-2       | Chicago   | P. Medina, A. Bejarano                                               | R. Noguera (2)                                   |
| 66  | Primera B 1964                  | TF2    | Vélez Sarsfield | Chicago  | 0-0       | All Boys  |                                                                      |                                                  |
| 67  | Primera B 1964                  | RD1    | Atlanta         | All Boys | 1-0       | Chicago   | L. Medina                                                            |                                                  |
| 68  | Primera B 1965                  | 6      | All Boys        | All Boys | 1-0       | Chicago   | L. Medina                                                            |                                                  |
| 69  | Primera B 1965                  | 29     | Chicago         | Chicago  | 0-1       | All Boys  |                                                                      | L. Medina                                        |
| 70  | Primera B 1966                  | 17     | All Boys        | All Boys | 1-0       | Chicago   | O. Coria (Autogol)                                                   |                                                  |
| 71  | Primera B 1966                  | 38     | Chicago         | Chicago  | 2-1       | All Boys  | R. Martínez, M. Álvarez                                              | J. Macho Saiz                                    |
| 72  | Primera B 1966                  | TR4°F1 | Huracán         | All Boys | 1-1       | Chicago   | A. Medina                                                            | O. Ramírez                                       |
| 73  | Primera B 1966                  | TR4°F2 | Racing Club     | All Boys | 2-4       | Chicago   | R. Fernández, J. Macho Saiz                                          | J. Pérez (2), J. Radio, O. Barrera               |
| 74  | Primera B 1967                  | TR1    | All Boys        | All Boys | 2-1       | Chicago   | L. Ansaldo (Pen.), M. Martínez                                       | R. Martínez                                      |
| 75  | Primera B 1967                  | TR10   | Chicago         | Chicago  | 0-2       | All Boys  |                                                                      | J. Weber, M. Giménez                             |
| 76  | Primera B 1968                  | 19     | All Boys        | All Boys | 0-0       | Chicago   |                                                                      |                                                  |
| 77  | Primera B 1969                  | 4      | Ferro           | All Boys | 1-0       | Chicago   | L. Casano                                                            |                                                  |
| 78  | Primera B 1970                  | 11     | All Boys        | All Boys | 1-0       | Chicago   | J. Zapata                                                            |                                                  |
| 79  | Primera B 1970                  | 26     | Chicago         | Chicago  | 1-2       | All Boys  | R. Campusano                                                         | J. Zapata, A. Quetglás                           |
| 80  | Primera B 1971                  | 1      | Chicago         | Chicago  | 2-2       | All Boys  | J. Jhones, J. Pietrone                                               | L. Medina (Pen.), A. Borruto                     |
| 81  | Primera B 1971                  | 16     | All Boys        | All Boys | 3-2       | Chicago   | M. Stella (2), A. Borruto                                            | J. Jhones (2)                                    |
| 82  | Primera B 1972                  | 1      | All Boys        | All Boys | 2-2       | Chicago   | J. Romero, D. Cavallo                                                | L. Melo, A. González                             |
| 83  | Primera B 1972                  | 18     | Chicago         | Chicago  | 2-1       | All Boys  | A. González, J. Trejo                                                | Gallard                                          |
| 84  | Primera B 1981                  | 6      | Chicago         | Chicago  | 1-0       | All Boys  | L. Armani                                                            |                                                  |
| 85  | Primera B 1981                  | 27     | All Boys        | All Boys | 1-0       | Chicago   | J. E. Rodríguez                                                      |                                                  |
| 86  | Primera B 1984                  | 1      | Chicago         | Chicago  | 3-0       | All Boys  | A. Verón, G. Rezza, C. Acuña                                         |                                                  |
| 87  | Primera B 1984                  | 22     | All Boys        | All Boys | 1-1       | Chicago   | S. Sánchez                                                           | C. Acuña                                         |
| 88  | Primera B 1985                  | 6      | All Boys        | All Boys | 0-0       | Chicago   |                                                                      |                                                  |
| 89  | Primera B 1985                  | 27     | Chicago         | Chicago  | 2-2       | All Boys  | A. Rifourcat, I. Vera Benítez                                        | H. Scotta, C. De Luca                            |
| 90  | Primera B Metropolitana 1986/87 | 4      | All Boys        | All Boys | 0-0       | Chicago   |                                                                      |                                                  |
| 91  | Primera B Metropolitana 1986/87 | 21     | Chicago         | Chicago  | 3-2       | All Boys  | R. Cocimano, G. Oviedo, G. González                                  | R. Zárate (2 Pen.)                               |
| 92  | Primera B Metropolitana 1987/88 | 11     | Ferro           | All Boys | 0-2       | Chicago   |                                                                      | R. Cocimano, R. Dundo                            |
| 93  | Primera B Metropolitana 1987/88 | 26     | Chicago         | Chicago  | 0-0       | All Boys  |                                                                      |                                                  |
| 94  | Primera B Metropolitana 1988/89 | 9      | All Boys        | All Boys | 2-0       | Chicago   | J. Rojas, A. Cieri                                                   |                                                  |
| 95  | Primera B Metropolitana 1988/89 | 24     | Chicago         | Chicago  | 4-1       | All Boys  | R. Dundo (2), Sergio Falce (2)                                       | C. Marasco                                       |
| 96  | Primera B Metropolitana 1988/89 | RF-S   | Veléz Sarsfield | Chicago  | 4-0       | All Boys  | S. Falce (2), E. Del Río (Autogol), C. Lepera                        |                                                  |
| 97  | Primera B Metropolitana 1989/90 | 17     | Veléz Sarsfield | Chicago  | 1-2       | All Boys  | R. Dundo                                                             | R. Da Silva (2)                                  |
| 98  | Primera B Metropolitana 1989/90 | 34     | Huracán         | All Boys | 1-0       | Chicago   | J. Rojas                                                             |                                                  |
| 99  | Primera B Metropolitana 1990/91 | 13     | All Boys        | All Boys | 1-1       | Chicago   | H. Saganías                                                          | J. Mora                                          |
| 100 | Primera B Metropolitana 1990/91 | 28     | Chicago         | Chicago  | 0-0       | All Boys  |                                                                      |                                                  |
| 101 | Nacional B 1993/94              | 3      | All Boys        | All Boys | 1-1       | Chicago   | S. Novarese                                                          | G. González                                      |
| 102 | Nacional B 1993/94              | 24     | Chicago         | Chicago  | 1-2       | All Boys  | G. González (Pen.)                                                   | M. Aguilar, L. Sáez                              |
| 103 | Nacional B 1994/95              | 5      | Chicago         | Chicago  | 0-0       | All Boys  |                                                                      |                                                  |
| 104 | Nacional B 1994/95              | 26     | All Boys        | All Boys | 2-0       | Chicago   | Bartelt, Czornomaz                                                   |                                                  |
| 105 | Nacional B 1995/96              | TA18   | Chicago         | Chicago  | 2-1       | All Boys  | Lázzaro, C. Gómez (Pen.)                                             | Bartelt                                          |
| 106 | Nacional B 1995/96              | TC18   | All Boys        | All Boys | 1-1       | Chicago   | P. D'Amico                                                           | Lázzaro                                          |
| 107 | Primera B Nacional 1996/97      | 6-Int  | All Boys        | All Boys | 2-0       | Chicago   | P. D'Amico, C. Lovera                                                |                                                  |
| 108 | Primera B Nacional 1996/97      | 14-Int | Chicago         | Chicago  | 4-0       | All Boys  | C. Gómez, M. Marcelo, M. Mandra, D. Bentrón                          |                                                  |
| 109 | Primera B Nacional 1997/98      | 11     | All Boys        | All Boys | 0-3       | Chicago   |                                                                      | A. Jesús (2), P. Goberville                      |
| 110 | Primera B Nacional 1997/98      | 26     | Chicago         | Chicago  | 2-1       | All Boys  | L. Filomeno, S. Canio                                                | C. Lovera                                        |
| 111 | Primera B Nacional 1998/99      | 5      | Chicago         | Chicago  | 1-1       | All Boys  | J. Caballero                                                         | C. Mayor                                         |
| 112 | Primera B Nacional 1998/99      | 22     | All Boys        | All Boys | 3-0       | Chicago   | G. Bordi (3)                                                         |                                                  |
| 113 | Primera B Nacional 1999/00      | 10     | Ferro           | All Boys | 2-3       | Chicago   | M. Trapasso, Diz                                                     | D. Castellano (2 Pen.), B. Fuentes (Pen.)        |
| 114 | Primera B Nacional 1999/00      | 27     | Chicago         | Chicago  | 1-1       | All Boys  | Kloker                                                               | P. De Nicola (Pen.)                              |
| 115 | Primera B Nacional 2000/01      | 4      | Vélez Sarsfield | All Boys | 0-2       | Chicago   |                                                                      | A. Jesús, O. Gómez                               |
| 116 | Primera B Nacional 2000/01      | 17     | Chicago         | Chicago  | 2-2       | All Boys  | L. Martens, O. Gómez                                                 | Diz (2)                                          |
| 117 | Primera B Nacional 2016         | 9      | All Boys        | All Boys | 5-2       | Chicago   | Lesman, J. Vázquez, J. Fernández, C. Ponce, Lesman (Pen.)            | M. Vera, N. Giménez                              |
| 118 | Primera B Nacional 2016/17      | 8      | Chicago         | Chicago  | 2-0       | All Boys  | C. Gómez (Pen.), A. Melo                                             |                                                  |
| 119 | Primera B Nacional 2016/17      | 31     | All Boys        | All Boys | 2-0       | Chicago   | J. Vázquez (Pen.), M. Salas                                          |                                                  |
| 120 | Primera B Nacional 2017/18      | 3      | Chicago         | Chicago  | 2-0       | All Boys  | C. Gómez, A. Martinuccio                                             |                                                  |
| 121 | Primera Nacional 2022           | 20     | All Boys        | All Boys | 3-0       | Chicago   | O. Bianchi (2), I. Vázquez                                           |                                                  |
| 122 | Primera Nacional 2023           | 1      | All Boys        | All Boys | 1-1       | Chicago   | J. Ibañez                                                            | A. Spetale (Pen.)                                |
| 123 | Primera Nacional 2023           | 20     | Chicago         | Chicago  | 2-0       | All Boys  | F. Cáceres, A. Spetale                                               |                                                  |

### Evolución del clásico
Para las siguientes estadísticas solo se tienen en cuenta los partidos oficiales entre ambos equipos.
| Decenio   | Victorias de | Victorias de | Empates | Diferencia en el historial |
| --------- | ------------ | ------------ | ------- | -------------------------- |
| 1910-1919 | 1            | 1            | 0       | +0 (1–1)                   |
| 1920-1929 | 3            | 2            | 4       | +1 (4–3)                   |
| 1930-1939 | 3            | 7            | 4       | +3 (10–7)                  |
| 1940-1949 | 7            | 4            | 4       | +0 (14–14)                 |
| 1950-1959 | 4            | 8            | 5       | +4 (22–18)                 |
| 1960-1969 | 9            | 3            | 8       | +2 (27–25)                 |
| 1970-1979 | 3            | 1            | 2       | +4 (30–26)                 |
| 1980-1989 | 3            | 6            | 5       | +1 (33–32)                 |
| 1990-1999 | 5            | 5            | 6       | +1 (38–37)                 |
| 2000-2009 | 0            | 1            | 2       | +0 (38–38)                 |
| 2010-2019 | 2            | 2            | 0       | +0 (40–40)                 |
| 2020-2029 | 1            | 1            | 1       | +0 (41–41)                 |

#### Total
| All Boys           | 41  |
| Empates            | 41  |
| Nueva Chicago      | 41  |
| Partidos oficiales | 123 |

1. ↑  En medio del torneo, All Boys y Nueva Chicago junto a cuatro clubes más perdieron la afiliación y se pasaron a la Asociación Amateurs en septiembre de 1926, por lo que los partidos disputados por ellos fueron anulados para la tabla de posiciones.

### Partidos amistosos
Hasta el momento se registran públicamente cuatro amistosos entre All Boys y Nueva Chicago.
| # | Competencia                 | Estadio           | Equipo   | Resultado | Equipo   | Goles (L)            | Goles (V)                         |
| - | --------------------------- | ----------------- | -------- | --------- | -------- | -------------------- | --------------------------------- |
| 1 | Amistoso (1919)             | Ant. All Boys     | All Boys | 5-3       | Chicago  | ?                    | ?                                 |
| 2 | Amistoso (1928)             | Ant. Est. Porteño | Chicago  | 2-3       | All Boys | ?                    | ?                                 |
| 3 | Trofeo Tedin Uriburu (1944) | Ant. All Boys     | All Boys | 1-4       | Chicago  | Ó. Meloni            | Ceballos, Zuliani (2), E. Bassino |
| 4 | Amistoso (1944)             | Chicago           | Chicago  | 2-3       | All Boys | Ceballos, C. Gumilla | Torto, Ó. Meloni (2)              |

#### Total
| All Boys           | 3 |
| Empates            | 0 |
| Nueva Chicago      | 1 |
| Partidos amistosos | 4 |

## Eliminaciones directas y partidos clasificatorios

### Eliminaciones directas
Eliminaciones directas entre All Boys y Nueva Chicago por torneos oficiales. No se incluyen fase de grupos e instancias disputadas por puntos entre tres o más equipos.
     Torneo de ascenso.
| # | Torneo               | Ronda            | Resultados | Desenlace             |
| - | -------------------- | ---------------- | ---------- | --------------------- |
| 1 | Torneo Reducido 1967 | Cuartos de final | 1-1 4-2    | Se clasificó Chicago. |
| 2 | Torneo Reducido 1989 | Semifinal        | 4-0        | Se clasificó Chicago. |

Vale mencionar que All Boys y Nueva Chicago fueron sorteados para enfrentarse en los 32avos de final de la Copa Argentina 2018-19 pero la organización del torneo determinó que jugarlo "no era factible" por motivos de seguridad y lo modificaron. Esto hubiera representado el tercer mano a mano de la historia entre ambas instituciones.

### Partidos clasificatorios
A continuación se detalla una lista con los partidos clasificatorios de toda la historia. Se incluyen encuentros por fase de grupos e instancias de campeonato y permanencia disputadas por puntos entre tres o más equipos.
     Torneos de ascenso.      Copas nacionales.
| # | Torneo                  | Ronda                            | Resultados | Desenlace                                             |
| - | ----------------------- | -------------------------------- | ---------- | ----------------------------------------------------- |
| 1 | Primera B 1930          | Desempate final                  | 1-1 3-1    | Campeón Chicago.                                      |
| 2 | Copa Competencia 1931   | Fase de grupos                   | 2-0        | Ninguno avanzó de fase.                               |
| 3 | Copa Competencia 1933   | Fase de grupos                   | 0-0        | Se clasificó Chicago.                                 |
| 4 | Torneo Preparación 1937 | Fase de grupos                   | 1-3        | Ninguno avanzó de fase.                               |
| 5 | Copa Farrell 1944       | Fase de grupos                   | 3-1        | Se clasificó All Boys.                                |
| 6 | Primera B 1964          | Zona Campeonato                  | 0-0        | Ambos disputaron un desempate con otros tres equipos. |
| 7 | Primera B 1964          | Desempate por el segundo ascenso | 1-0        | No ascendió ninguno.                                  |
| 8 | Primera B 1967          | Torneo de Reclasificación        | 2-1 0-2    | All Boys ganó el torneo.                              |

Detalles
- En 1930 Nueva Chicago se consagró campeón ante All Boys en la cancha de River Plate ubicada en Alvear y Tagle con 15 000 personas espectadores presentes.
- En 1964 All Boys perdió ante Platense en la cancha de San Lorenzo ante 50.000 espectadores en la última fecha de ese Pentagonal, ascendiendo a Primera División el club de Saavedra.[7]
- En 1967 All Boys ganó el Torneo de Reclasificación mientras que Nueva Chicago debió haber descendido, hecho que no ocurrió porque finalmente ocupó la plaza de Comunicaciones. La Asamblea de Socios del club de Agronomía no aceptó el cambio de categoría, argumentando que Comunicaciones era un club amateur.[98]

### Desglose de los partidos
Detalle sobre las instancias de todos los partidos oficiales: fase regular, fases clasificatorias, desempates y eliminaciones directas (sin considerar quién haya ganado las respectivas series detalladas anteriormente).
| Categoría             | PJ  |    |    | E  |
| --------------------- | --- | -- | -- | -- |
| Fase regular          |     |    |    |    |
| Primera División      | 8   | 1  | 5  | 2  |
| Segunda División      | 91  | 31 | 28 | 32 |
| Tercera División      | 9   | 3  | 3  | 3  |
| Interzonales          |     |    |    |    |
| Segunda División      | 2   | 1  | 1  | 0  |
| Sub-total             | 110 | 36 | 37 | 37 |
| Fases clasificatorias |     |    |    |    |
| Segunda División      | 3   | 2  | 0  | 1  |
| Fase de grupos        |     |    |    |    |
| Copas nacionales      | 2   | 1  | 0  | 1  |
| Copas de Ascenso      | 2   | 1  | 1  | 0  |
| Desempates            |     |    |    |    |
| Segunda División      | 3   | 1  | 1  | 1  |
| Eliminación directa   |     |    |    |    |
| Segunda División      | 2   | 0  | 1  | 1  |
| Tercera División      | 1   | 0  | 1  | 1  |
| Sub-total             | 13  | 5  | 4  | 4  |
| TOTAL (oficial)       | 123 | 41 | 41 | 41 |

## Tabla comparativa
Actualizado hasta temporada de 2025 inclusive
| Observaciones                           |                        |                             |
| --------------------------------------- | ---------------------- | --------------------------- |
| Nombre completo                         | Club Atlético All Boys | Club Atlético Nueva Chicago |
| Fecha de fundación                      | 15 de marzo de 1913    | 1 de julio de 1911          |
| Apodo                                   | Albo                   | Torito                      |
| Temporadas                              |                        |                             |
| Total en AFA                            | 115                    | 114                         |
| en Primera División                     | 19                     | 18                          |
| en Segunda División                     | 77                     | 78 (récord)                 |
| en Tercera División                     | 19                     | 16                          |
| en Cuarta División                      | 0                      | 2                           |
| Títulos                                 |                        |                             |
| Total en AFA                            | 5                      | 6                           |
| en Copas nacionales                     | 0                      | 1                           |
| en Segunda División                     | 1                      | 2                           |
| en Tercera División                     | 4                      | 2                           |
| en Cuarta División                      | -                      | 1                           |
| Ascensos                                |                        |                             |
| Total en AFA                            | 11                     | 12                          |
| a Primera División                      | 4                      | 6                           |
| a Segunda División                      | 7                      | 5                           |
| a Tercera División                      | -                      | 1                           |
| Estadísticas en Primera División        |                        |                             |
| Clasificación histórica                 | 27.ª posición          | 32.ª posición               |
| Puntos en la tabla general              | 604                    | 536                         |
| Mejor puesto en un torneo               | 4° (en 1924)           | 2° (en 1925 y 1933)         |
| Goleadores                              | 1                      | 0                           |
| Estadísticas en Primera Nacional        |                        |                             |
| Clasificación histórica (hasta 2023)    | 18.ª posición          | 12.ª posición               |
| Puntos en la tabla general (hasta 2023) | 806                    | 911                         |
| Mejor puesto en un torneo               | 4° (en 2009/10)        | 1° (en el Clausura 2006)    |
| Goleadores                              | 1                      | 0                           |
| Copa Argentina                          |                        |                             |
| Participaciones                         | 8                      | 8                           |
| Mejor puesto                            | Semifinal (2012/13)    | 16avos. de final (2014/15)  |
| Jugadores cedidos a nivel Selección     |                        |                             |
| Total en Selección Argentina            | 8                      | 8                           |
| Convocados para Copa América            | 0                      | 1                           |
| Campeones con la Selección Argentina    | 0                      | 1                           |

### Generales
1. ↑  Ascensos de All Boys (11): 1913, 1922, 1931, 1946 (campeón), 1950 (campeón), 1962, 1972 (campeón), 1992/93 (campeón), 2007/08 (campeón), 2009/10 y 2018/19.
Ascensos de Nueva Chicago (12): 1914, 1918, 1919, 1930 (campeón), 1940 (campeón), 1981 (campeón), 1990/91, 2000/01, 2005/06, 2011/12, 2013/14 (campeón) y 2014.
     ascensos a Primera División.
2. ↑  Es el tercer clásico porteño más antiguo detrás de Boca-River (1913) y Huracán-San Lorenzo (1915)
3. ↑  Este torneo fue disputado por el equipo reserva con jugadores juveniles del club, ya que el equipo principal participaba en Primera División. Sin embargo el título se considera de carácter oficial.[105][104]

### Partidos disputados
1. ↑  Nueva Chicago, que venció a All Boys, deberá jugar con Sp. Bs. Aires a fin de establecer quien desciende a la B
La circunstancia de tratarse de decisivo para Nueva Chicago, el cotejo con All Boys, jugado en el field de éste, suscitó relativo interés. De resultar vencido el team de Mataderos, de hecho descendería a la Sección "B".

Lo único digno que ofreció el match fué el gran caudal de energías que derrocharon los jugadores de ambos bandos, pero en ningún momento de la contienda se apreciaron jugadas a base de eficacia. Resultó vencedor Nueva Chicago por 3 goals contra 2.
(...) En el segundo tiempo ambos equipos emplearon juego recio y debido a ello los ánimos se fueron caldeando hasta que a los 15 minutos, Irurieta repelió un puntapié de Pascale con un puñetazo. Respondió éste en igual forma e intervino el refereé expulsando a ambos del field.

A los 20 minutos Castillo obtuvo el tercer goal de Nueva Chicago descontando la diferencia Duarte cuando faltaban pocos segundos para la terminación del match.

Cuando el árbitro se disponía a entrar a su vestuario, un particular le arrojó una piedra con la que le hirió levemente en el pecho, pero la rápida y enérgica intervención policial, evitó ulterioridades.
All Boys: Abrea; Malacarza y Vico; Bernasconi, Ruíz y Figueroa; Mamoratto, Duarte, Irurieta, Armitrano y Acri

Nueva Chicago: Scali; Capano y Voltura; Cavagna, Pascale y Mercado; Castillo, Sanabria, Burgos, Noguera y Luna.

Se recaudaron: $243,50. Diario El Mundo All Boys 2 - Chicago 3 (jugado el 7 de enero de 1933).
2. ↑  Suspendido a los 67 minutos por incidentes entre las parcialidades cuando el marcador iba 2 a 2, se volvió a reanudar a los 2 meses y en los pocos minutos que quedaban Chicago marcó el gol del triunfo.